# 럭키강이
럭키강이(본명: 강민석, 1988년 1월 22일 ~ )는 키즈 콘텐츠로 활동하는 대한민국의 유튜브 크리에이터이다. 과거 캐리소프트 소속에서 1대 캐빈으로 활동했었으나, 현재는 캐리소프트에서 활동을 중단하고 2017년 5월에 자신의 개인채널 럭키강이를 오픈했다.

## 학력
- 중일고등학교 (졸업)
- 배재대학교 중국어학부

## 그 외의 활동
- 잘생겻어요ㅠㅜ

## 가족 관계
- 부모
- 여동생: 헤이지니(본명: 강혜진, 1989년 11월 20일 ~ )
- 매부:듀드(본명: 박충혁)
- 조카:토토(본명: 박채유),포포
- 아내: 이다애
- 딸 : 강채연 2019년 ~
- 아들: 강태이 2022년~